# Le Christ pleuré par sa Mère, saint Jean et sainte Marie Madeleine
Le Christ pleuré par sa Mère, saint Jean et sainte Marie Madeleine, ou La Lamentation ou encore Pietà est un tableau du peintre flamand Rogier van der Weyden datant d'environ 1441. Il représente la Lamentation du Christ, un thème populaire dans les beaux-arts chrétiens, devenu à la mode au Haut Moyen Âge. Aujourd'hui, l'œuvre se trouve aux Musées royaux des Beaux-Arts de Belgique à Bruxelles. Il a été acheté aux enchères à Gênes le 29 novembre 1899.

## Contexte
Rogier van der Weyden est né vers 1399 ou 1400 à Tournai dans les Pays-Bas méridionaux, et mort en 1464 à Bruxelles. Il appartenait à l'école des Primitifs flamands, un groupe de peintres actifs aux Pays-Bas au XVe et au début du XVIe siècle, travaillant principalement autour des villes florissantes de Bruges, Gand, Louvain, Tournai et Bruxelles. Van der Weyden a été formé par le Maître de Flémalle, dont l'identité peut éventuellement être associée au peintre Robert Campin. Van der Weyden était principalement engagé dans la production de triptyques religieux, de retables et de commandes privées de portraits. Le tableau La Lamentation est un bon exemple du thème religieux dans l'œuvre de Van der Weyden.

## Attribution
La Lamentation est généralement attribuée à Rogier van der Weyden pour des raisons stylistiques. Selon certains historiens de l'art, cependant, cette œuvre n'a pas été peinte par Van der Weyden lui-même, mais par des employés de son atelier. Il en existe de multiples versions, réalisées par des ouvriers de l'atelier, ce qui confirme la validité de cette théorie. Certaines de ces variantes sont exposées à la National Gallery de Londres et au Prado de Madrid. Les recherches infrarouges et aux rayons X indiquent cependant que la version à Bruxelles est l'original et a en fait été réalisée par Van der Weyden. Il ne peut être exclu qu'il ait reçu l'aide de ses employés dans la production de cette œuvre. La recherche sur les cernes des arbres a également montré que la peinture pourrait avoir été réalisée vers 1441. Cela signifie qu'il appartient à la première période de sa carrière de peintre indépendant.

## Description
Le tableau représente la lamentation du Christ : après que Jésus-Christ soit descendu de la croix, ses amis et sa famille pleurent son corps meurtri et à moitié nu. Jean l'évangéliste et Marie soutiennent le corps de Jésus. Jean soutient le corps de Jésus avec sa main droite et touche également le genou de Marie. Il utilise son autre main pour réconforter Marie, qui embrasse chaleureusement son fils. À leur droite se trouve Marie Madeleine, agenouillée, adorant Jésus. Elle est reconnaissable à son attribut, le pot pour de nard à sa gauche. La Lamentation du Christ est un thème populaire dans la peinture chrétienne, mais il n'y a pas de texte biblique sous-jacent à ce sujet.
Le crâne représenté au premier plan symbolise le nom Golgotha (« lieu du crâne »), le lieu où se déroule le drame. Selon les légendes croisées de l'époque, il s'agissait du crâne d'Adam. Le peintre se réfère ainsi au principe chrétien selon lequel Jésus est mort pour effacer le péché originel, conséquence de la chute d'Adam. La tragédie dépeinte dans le tableau n'était pas seulement une souffrance inutile, selon la théologie chrétienne : la mort de Jésus avait un but plus élevé, à savoir réparer les péchés de L'Humanité, qui ont commencé avec Adam. Le crâne et le corps de Jésus symbolisent ainsi le début et la fin des péchés commis par l'humanité jusqu'alors.
Les poignets de Jésus ne sont pas anatomiquement corrects : ils sont visiblement plus longs que la normale. Cela peut être le résultat de l'incompétence d'un employé, mais cela peut aussi avoir été délibérément fait par Van der Weyden : la crucifixion aurait étiré les poignets de Jésus sous le poids de son propre corps. Ce genre de détails réalistes est caractéristique du travail de Van der Weyden.

## Œuvres connexes

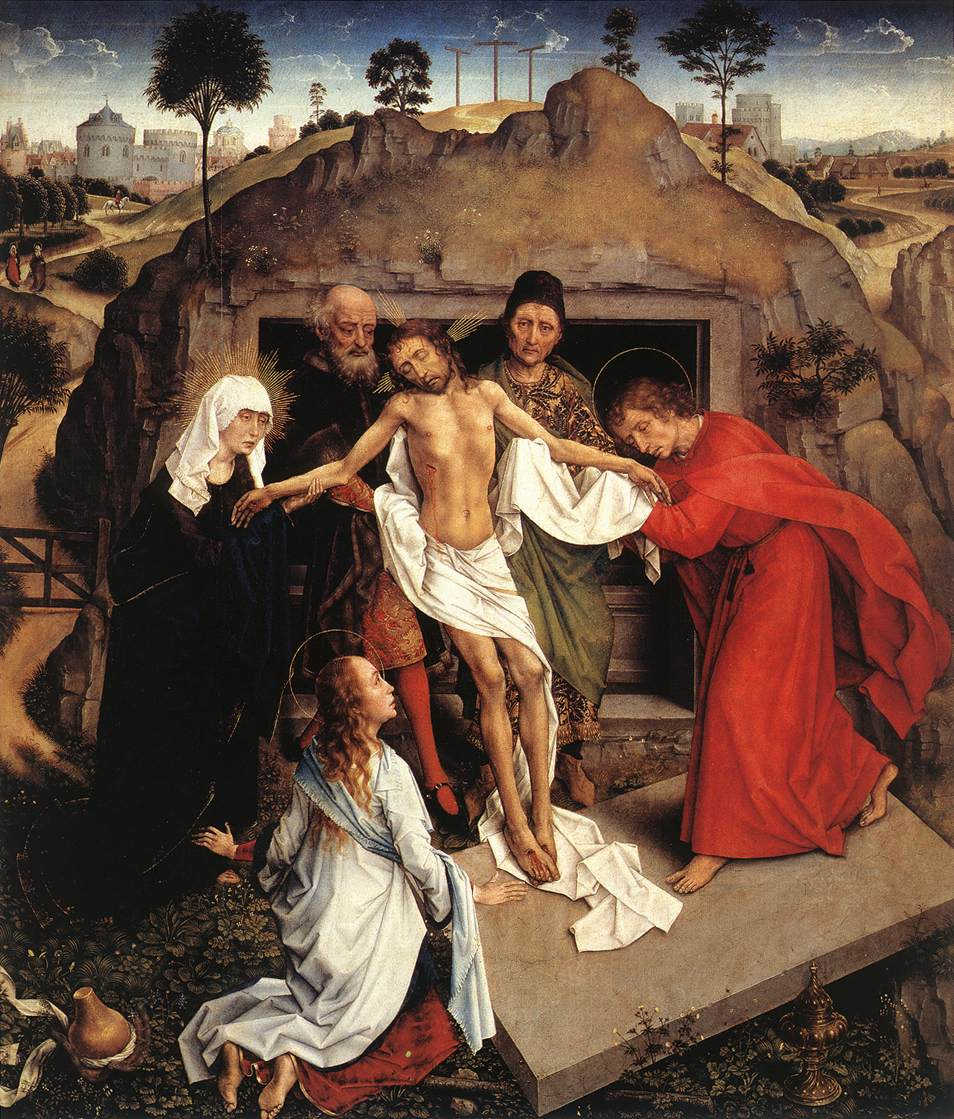
Rogier van der Weyden, La Lamentation devant la tombe ouverte
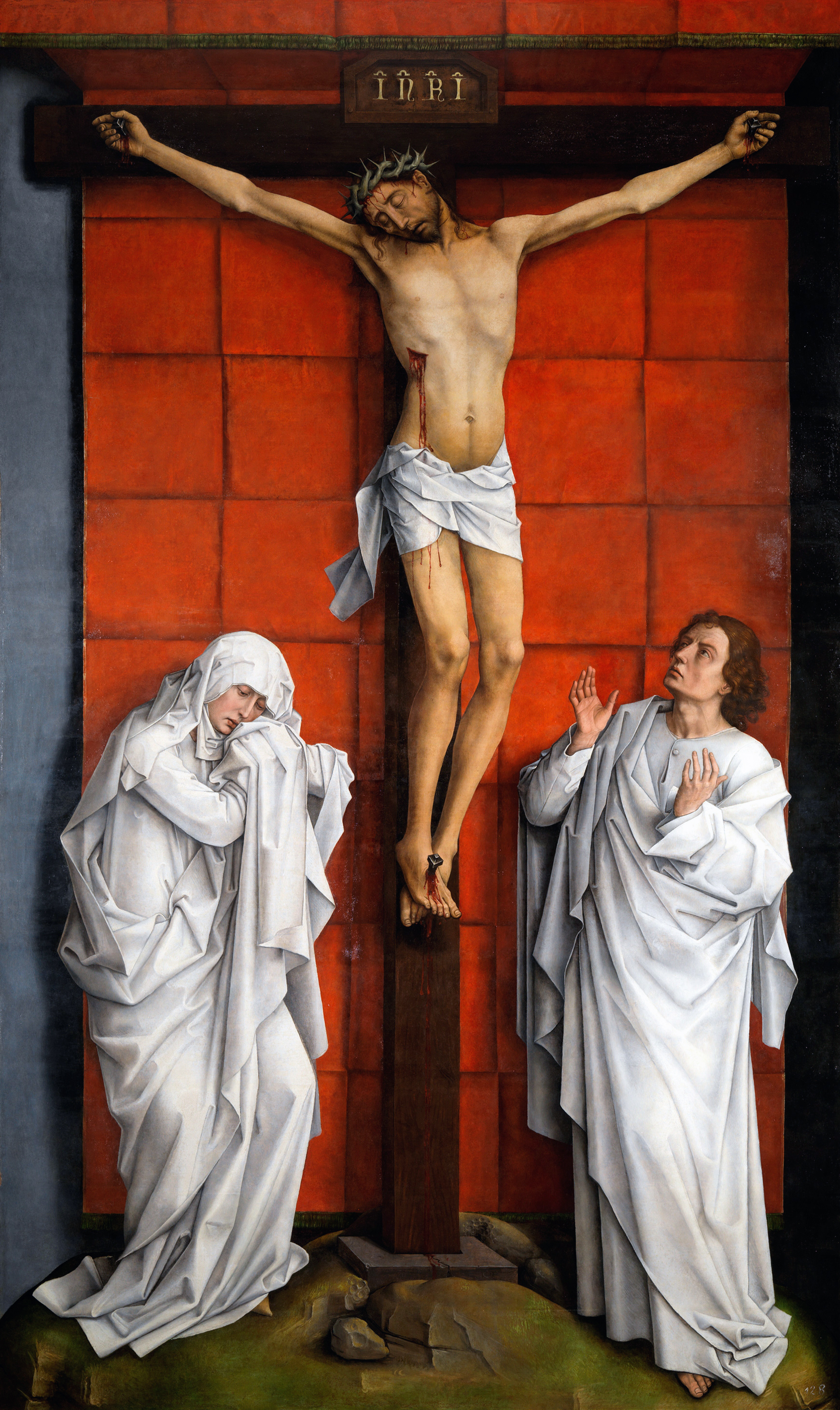
Rogier van der Weyden, Calvaire de Scheut (nl).
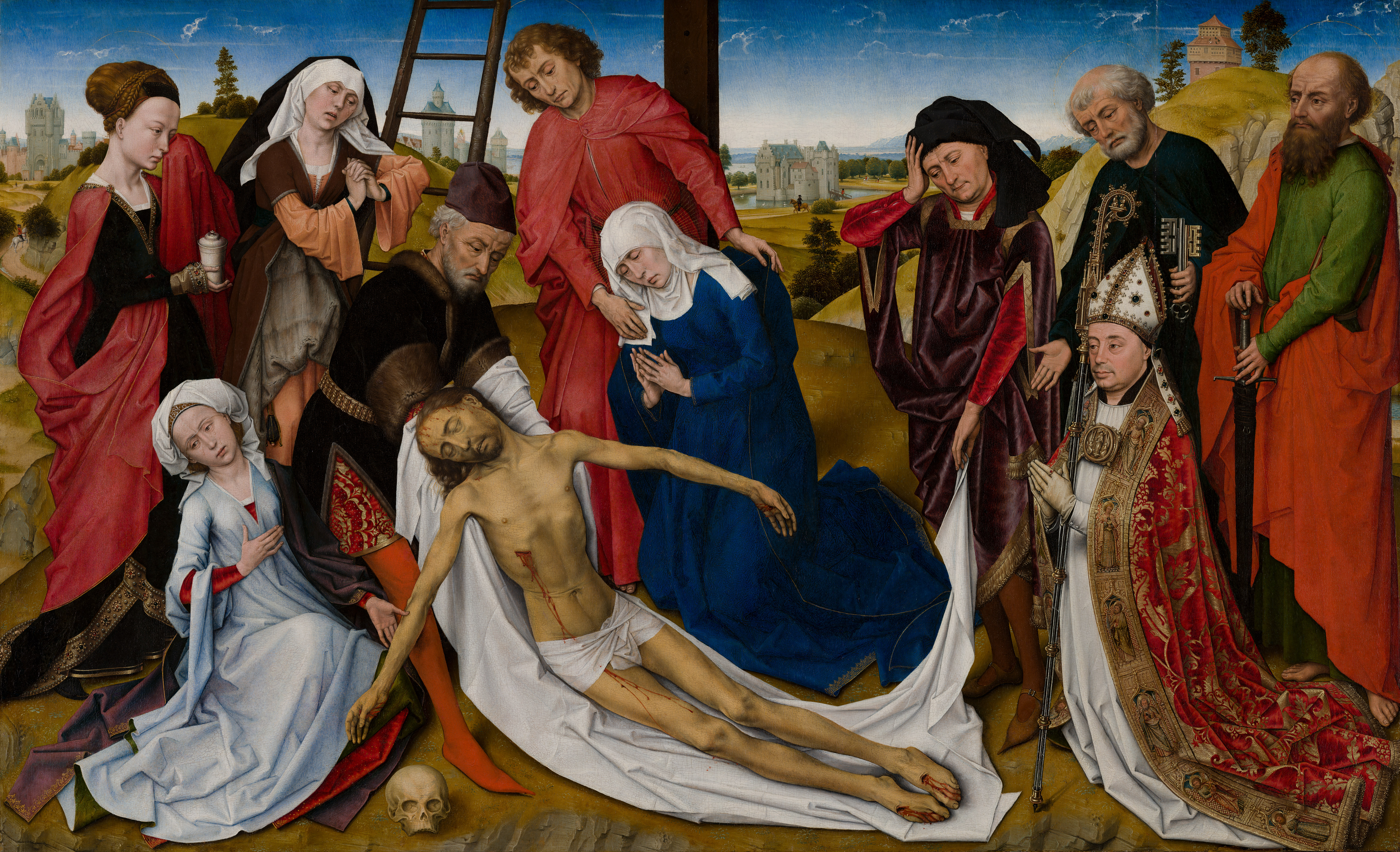
Rogier van der Weyden et atelier, La Lamentation du Christ, Mauritshuis.
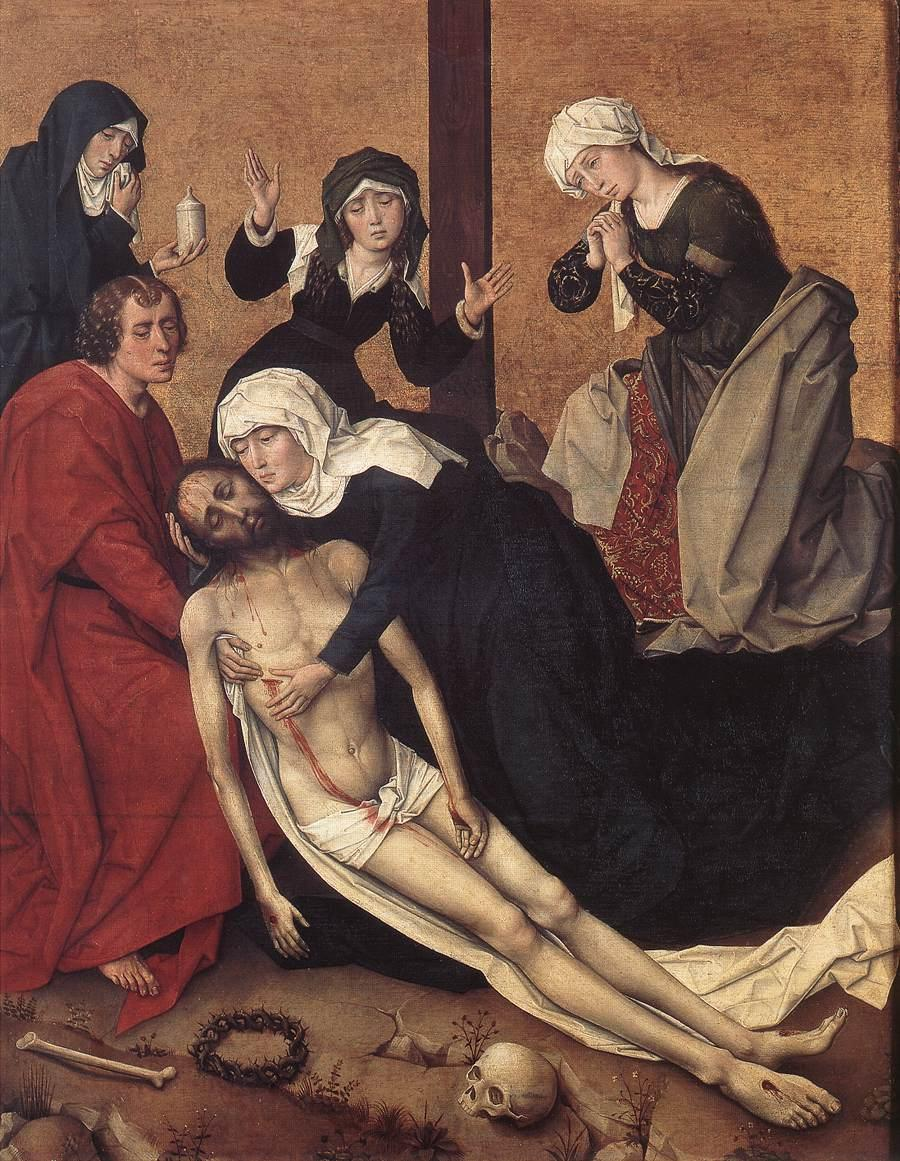
Vrancke van der Stockt, Lamentation du Christ, vers 1455-1460, musée Mayer van den Bergh, Anvers[3].